# 南方大学 (美国)
南方大学及农业机械学院（英語：Southern University and A&M College）是位于路易斯安那州巴吞鲁日的大学，曾为全黑人学校。在巴吞鲁日的小区位于密西西比河沿岸。校区面积512英亩，同时还有位于主校区以北5英里的农业试验基地372英亩。